# Maximilian Hell
Maximilian Hell (Hongaars:Hell Miksa) (Banská Štiavnica, 15 mei 1720 - 14 april 1792) was een Hongaars astronoom.

## Biografie
Maximilian Hell werd geboren in Banská Štiavnica, In het toenmalig Koninkrijk Hongarije (het huidige Slowakije). Hij was de derde zoon uit het tweede huwelijk van zijn vader Matthias Cornelius Hell, een joods priester. In de stad waar Hell woonde, was er een gemengd Duitse, Hongaarse en Slowaakse bevolking.
Hell werd directeur van het Weens Observatorium in 1756. In zijn tijd was hij een van de weinigen die de planeet Venus observeerden.